# 不完全世界
『不完全世界』（ふかんぜんせかい）は、古本恭一・齋藤新監督による2019年の日本の映画。

## 製作
南三陸の瓦礫の残る海辺や、プロ野球公式戦試合中の楽天生命パーク宮城での撮影も敢行し、準備段階から完成まで2年8か月かけた長篇映画である。

## キャスト
若松翠
演 - 新宮明日香
子供を望めない体の女優。
成瀬千波
演 - 水津亜子
楽天イーグルスファンの元アイドル。芸名は聖沢千波。
園田芽衣子
演 - 川相真紀子
内気なシングルマザー。
園田久枝
演 - 吉村実子
往年の映画スター。芽衣子の母。

### 壱話
紫帆
演 - きた
翠のルームメイト。
藍里
演 - Sufa
翠のルームメイト。ダンサー。
白井監督
演 - 長谷川公彦
翠が出演する映画『誘拐の森』の監督。
若松朱美
演 - レイミンク
翠の母。

### 弐話
航
演 - 古本恭一
キッチンカー店長。南三陸出身。
舷太
演 - 小林康雄
キッチンカーに野菜を届ける農夫。航の弟分。
カイ
演 - まつい綾
アコーディオンを弾く謎の女。
成瀬卓海
演 - 近藤三郎
千波の夫。虫の研究に勤しむ大学准教授。
汐莉
演 - 小林美優
ピタサンド屋常連の少女。
成瀬渚
演 - 高石舞
卓海の妹。
汐莉
演 - 小林美優
ピタサンド屋常連の少女。
強盗
演 - 黒岩よし
弁護士。千波の親友。
磯部店長
演 - 山元文雄
マジックが趣味の風俗店長。
強盗
演 - 太三

### 参話
園田幹生
演 - 渡邉素弘
芽衣子の息子。

## スタッフ
- 監督 - 古本恭一（壱話・参話）、齋藤新（弐話）
- 撮影 - 三本木久城（壱話・参話）、齋藤さやか（弐話）
- 音楽 - 野口真紀、Lyuta Ito (Lasp Inc.)
- 挿入歌 - 「Like A Jellyfish」
  - 作曲 - 広川典男
  - 作詞・唄 - 水津亜子
- 振付 - Chie Norieda
- 脚本 - 水津亜子
- 英語字幕 - 牧田めぐみ
- 製作 - 古本ダクト

## 上映
- 小津安二郎記念蓼科高原映画祭 招待上映
- 池袋シネマ・ロサ[1][2]

## 受賞
- スイス国際映画祭 最優秀外国映画賞
- ユーラシア国際月間映画祭 最優秀長編映画
- アテネ国際デジタルフィルム映画祭 ファイナリスト
- コンスタンツァ国際映画祭 入選
- コシツェ国際月間映画祭 入選
- ベスビウス国際月間映画祭 長編映画部門 入選
- トロント国際女性映画祭（月間） 入選 [3]
- 日本映像グランプリ グランプリ賞[4]